# Искандери, Сулейман-мирза
Сулейман-мирза Искандери (1877 — 16 января 1944) — иранский политический деятель, основатель и лидер Народной партии Ирана.

## Биография
Родился в Тебризе; точная дата рождения неизвестна. Принадлежал к одной из ветвей рода Каджаров, бывших на тот момент правящей династией; был сыном Тахир-мирзы Мухаммеда, известного переводчика произведений европейской литературы на персидский язык. В 1893—1900 годах учился в Тегеранском университете, где получил юридическое образование, затем в 1900—1901 годах издавал в этом же городе газету «عيوق», затем закрытую властями. После основал частную школу, также вскоре закрытую правительством, и некоторое время работал учителем математики, впоследствии работал служащим таможенного управления в Тегеране и Керманшахе.
С 1904 года стал одним из лидеров Демократической партии Ирана, будучи членом тайного Общества правоведов, сотрудничал в нелегальном издании «حقوق»; с 1907 года принимал активное участие в конституционной революции 1905—1911 годов, в течение нескольких месяцев находясь в подполье; в июле 1909 года возглавив фракцию Демократической партии в меджлисе (парламенте) 2-го созыва, способствовал созданию энджоменов — органов местного самоуправления. В 1911 году после разгона парламента был арестован и депортирован в Кум и затем в Йезд, однако уже через несколько месяцев вышел на свободу, вернувшись в столицу и получив должность в Министерстве внутренних дел. В 1914 году переизбрался в парламент и вновь возглавил фракцию Демократической партии. В ноябре 1915 года (во время Первой мировой войны) переехал из занятого русскими войсками Тегерана в Кум и в декабре того же года возглавил там комитет обороны временного национального правительства, в 1916 году некоторое время был одним из заместителей подчинявшегося этому правительству губернатора Керманшаха, затем находился на службе у хана курдского племени сенджаби. В январе 1918 года за протесты против пребывания на территории страны британских войск был ими арестован и депортирован в Багдад и затем в Индию; в Тегеран смог вернуться после успешного побега в 1921 году. В 1922—1923 годах был руководителем левого крыла Национального блока, объединившего различные политические силы — от представителей сельскохозяйственной буржуазии до интеллигенции; в 1922 году избрался в меджлис 4-го созыва. После распада этого объединения в 1923 году вместе со своими сторонниками основал Социалистическую партию Ирана. С ноября 1923 года по 27 августа 1924 года занимал пост министра образования.
После переворота Резы-шаха, свергнувшего в 1925 году династию Каджаров, Искандери первые годы продолжал находиться на государственной службе, стал лидером Социалистической партии и в 1927 году посетил СССР, Германию и Францию. С конца 1920-х годов, однако, оказался в опале и был лишён возможности участвовать в политической жизни страны. В конце 1941 года, после оккупации Ирана советскими и британскими войсками, стал одним из основателей Народной партии Ирана (Туде); в октябре 1942 года возглавил её, но скончался менее чем через два года.